# Rok Starič
Rok Starič, slovenski podjetnik, * 1987
Njegovo podjetje Rok’s nut butter, v katerem ima manjši delež avstrijski investitor, proizvaja namaze, narejene iz arašidov in mandljev ter arašidov sladoled. Svoje arašidovo maslo oglašuje kot prvo, narejeno v Sloveniji. Arašidi in madlji pridejo iz Južne Amerike in Španije, praženi pa so na Poljskem. S svojimi izdelki cilja na kupce, ki jih zanimata fitnes in zdrav življenjski slog. Sredstva za mlinček je zbiral na spletni platformi Kickstarter. Z medijsko kampanjo je spodbujal tudi nakup viličarja.

## Izobrazba
Diplomiral je na Fakulteti za turistične študije - Turistica v Portorožu.

## Nagrade
- Mladi podjetnik leta 2018[3]